# Spratellicypris palata
Spratellicypris palata är en fiskart som först beskrevs av Herre 1924.  Spratellicypris palata ingår i släktet Spratellicypris och familjen karpfiskar. IUCN kategoriserar arten globalt som akut hotad. Inga underarter finns listade i Catalogue of Life.